# Peter Heylin
Peter Heylin eller Heylyn, född den 29 november 1599, död den 8 maj 1662, var en engelsk teolog och historiker.
Heylyn blev 1630 Karl I:s hovpredikant och utövade en livlig polemisk skriftställarverksamhet till försvar för Lauds kyrkopolitik mot puritanerna och biskop Williams. Under inbördeskriget beskrev han en tid på kungens uppdrag dess växlingar i publikationen "Mercurius aulicus". Även under Cromwells styrelse fortsatte Heylin orädd sitt polemiska författarskap, och efter restaurationen rådfrågades han rörande högkyrkans återställande samt hindrades endast av ohälsa från befordran till biskop. Heylins mest bekanta arbete är Ecclesia restaurata or history of the reformation (1661; ny upplaga av J.C. Robertson 1849).